# S795

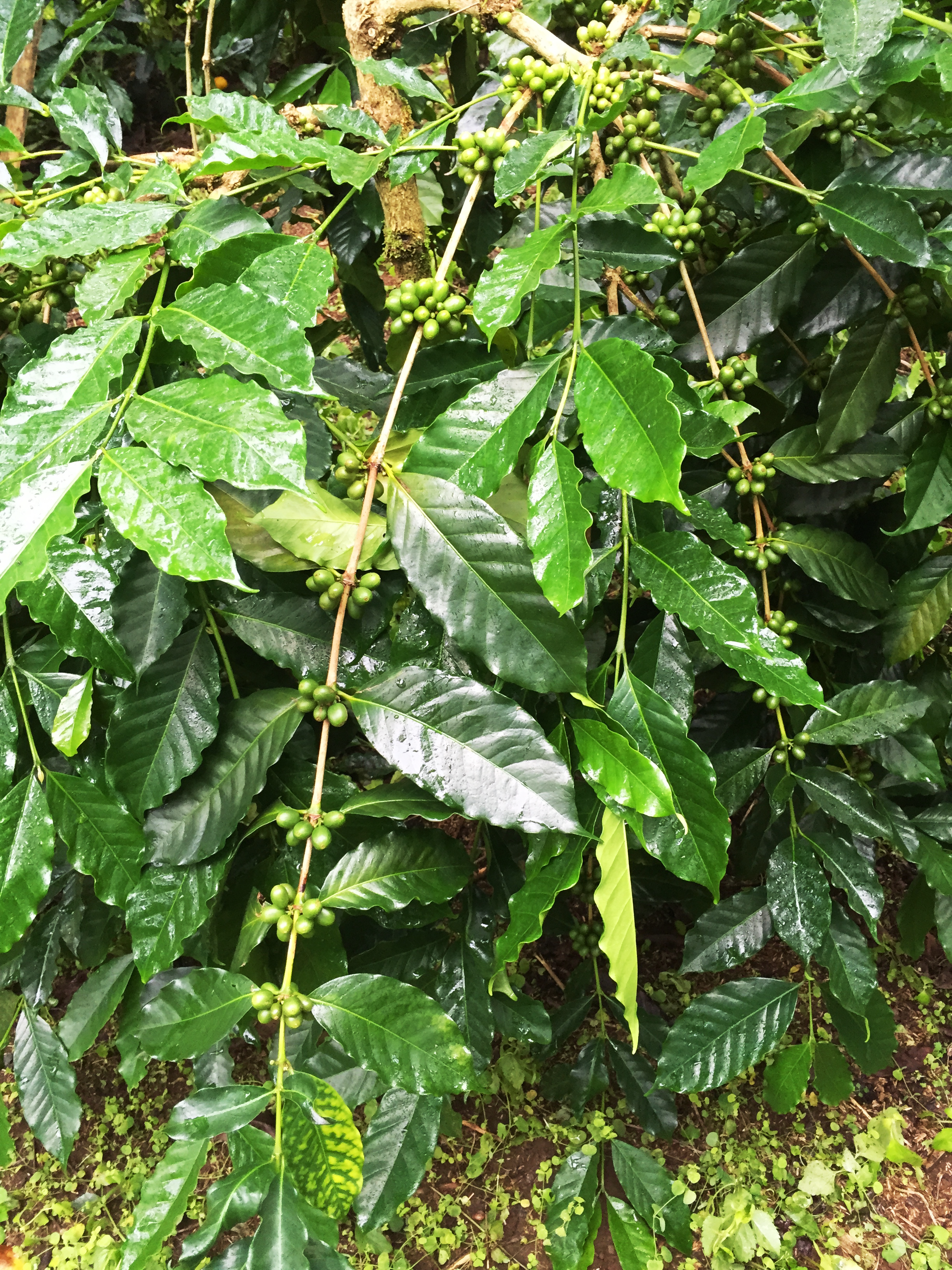
Пагін куща S795 з добре розвиненими стеблами

S795 (англ. Selection-795) — різновид кавового культивару, один із перших штучно виведених різновидів арабіки, стійких до ураження грибком Hemileia vastatrix («кавової іржі»).
Винайдений у 1940-х на науково-дослідній станції, розташованій у Балеоннурі (Balehonnur Coffee Research Station) (Індія), що займається дослідженням кави. S795 виник внаслідок схрещення різновиду кави S288 — гібриду арабіки й ліберіки — та кави Кент, що є гібридом типіки та невідомого типу кави. S288 та Кент відрізняються стійкістю до багатьох різновидів «кавової іржі», останній характеризується також великими врожаями. Отриманий від них S795 характеризується стійкістю до «кавової іржі», високою врожайністю та гарним профілем, що робить цей культивар дуже цінним.
Вирощується у значній кількості в Індії та Індонезії. В Індії S795 становить 25—30% усієї площі, відведеної під арабіку.
В Індонезії відомий також під назвою Джембер (назва походить від однойменного міста, розташованого у східній частині острова Ява — саме там знаходиться інститут дослідження кави та какао (англ. Jember Indonesian Coffee and Cacao Research Institute), завдяки якому різновид кави S795 з'явився на території Індонезії).

## Опис
Відрізняється значною довжиною й активним ростом чагарників, на яких виникає велика кількість первинних та вторинних плагіотропних пагонів. Плоди («вишні») мають середні розміри та довгасту форму, під час дозрівання колір плодів поступово змінюється з зеленого на темно-червоний. Стебла мають у середньому по 14—16 плодів. Молоде листя має світло-бронзовий (коричневий) колір.

## Смакові якості та цінність
S795 відрізняється унікальним, якісним смаком, має збалансовану кислотність. Аромат нагадує карамель. Завдяки своїм смаковим якостям високо цінується на міжнародному ринку.